# Anyphops dulacen
Espèce
Anyphops dulacen est une espèce d'araignées aranéomorphes de la famille des Selenopidae.

## Distribution
Cette espèce est endémique de Namibie. Elle se rencontre entre Kaika et Bechuana.

## Description
Le mâle holotype mesure 7,00 mm.

## Publication originale
- Corronca, 2000 : Two new species of Anyphops Benoit, 1968 and description of the male of A. amatolae (Lawrence, 1940) (Aranei: Selenopidae). Arthropda Selecta, vol. 9, no 1, p. 51-54 (texte intégral).